# École supérieure de commerce d'Amiens
 (juin 2017).
L'École supérieure de commerce d'Amiens (ESC Amiens) est une école de commerce française, fondée en 1942.
Elle délivre des formations de premier cycle (bachelor) visé par l’État, un cursus en trois ans post-classes préparatoires intitulé Programme grande école (bac+5 grade de master et visé, inscrit au RNCP), et des MBA.

## Histoire

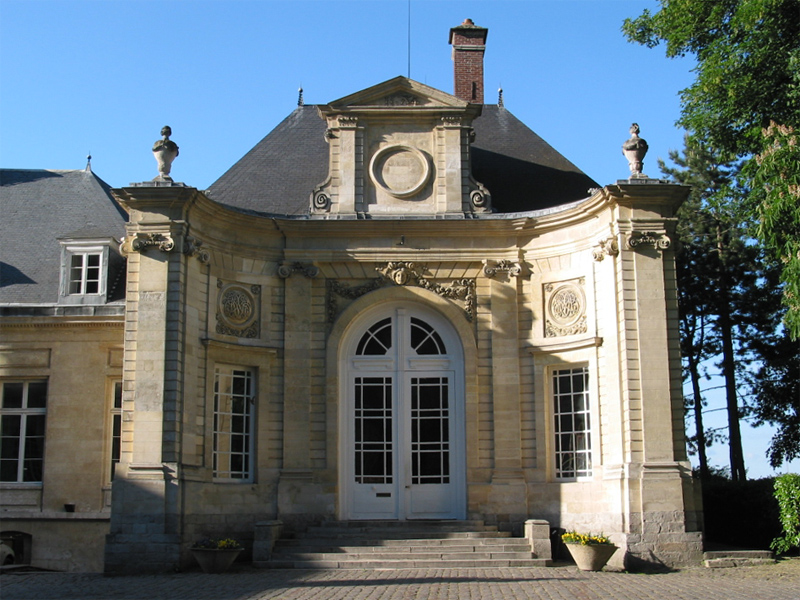
Entrée de l'école

### 1941 - 1944
Confronté aux bombardements qui frappent la ville d'Amiens au cours de la Seconde Guerre Mondiale et aux difficultés de communications qui s'ensuivent, le docteur Christian Perdu, médecin accoucheur et premier adjoint au maire Pierre Rollin chargé de l’instruction publique, décide le 19 mai 1942 la création d'une « École supérieure de commerce ». Elle fait sa rentrée dans l’aile gauche de la bibliothèque municipale, rue de la République. Le premier directeur de l'établissement est Me Pierre Garnier[Lequel ?] qui en est le premier secrétaire jusqu’en 1964.
En 1944, toujours municipale, elle partage avec l’École de Médecine le Palais de l'évêché d'Amiens.

### 1962 - 1989
En 1962, l'école appartient aux groupes des « ESCAE ». Le statut de l’ESC Amiens est en 1963 celui d’une association loi de 1901 dont la gouvernance est assurée par la chambre de commerce et d’industrie d’Amiens Picardie qui préside ses conseils d’administration et assemblées générales

### 1989 - 2023
(février 2023).
En 1989, une formation Bac+3 dénommée Institut Supérieur des Assistants de Management (ISAM) est créée afin de préparer aux fonctions d’encadrement intermédiaire. Ce programme obtient le visa de l’éducation nationale à compter de la rentrée 1992. En 1991, l’école Amiens devient membre du chapitre de la Conférence des grandes écoles et accède également au concours Passerelle pour son Bac+5.
En 1995, l’ESC Amiens ouvre ses cursus Bac+3 et Bac+5 en alternance.
À partir de 2003, l’école obtient l’autorisation de délivrer le diplôme visé et le grade de Master.
En 2012, l’École fusionne avec les ESC Bretagne Brest, ESC Clermont et l’ESCEM Tours-Poitiers pour former le consortium France Business School (FBS). La fusion entraîne une radiation de ces écoles de commerce de la liste de la conférence des grandes écoles et des banques d'épreuves auxquelles elles étaient rattachées (BCE pour les classes préparatoires et Passerelle pour les admissions sur titre). 
Finalement, les quatre écoles gardent la marque FBS, mais deviennent financièrement indépendantes. Chaque école reprend son nom d'origine et en 2015 le Ministère de l'enseignement supérieur refuse à l'ESC Amiens son grade de master. Cette période fait perdre à l'établissement deux tiers de ses effectifs.
Le 1er septembre 2015, l'école retrouve son autonomie avec une nouvelle organisation soutenue par la chambre de commerce et d’industrie d’Amiens Picardie et Amiens Métropole. Le programme bachelor est maintenu. Un programme Grande école et des MBA sont recréés.
En 2016, la commission accorde le renouvellement de son visa à Bac+3 pour une durée de trois ans à compter du 1er septembre 2017.
Nommé directeur général de l'ESC Amiens en mars 2016, Yann Tournesac met en place un projet avec trois cycles : le Bachelor visé en Gestion et Marketing, le Programme Grande École et sept MBA spécialisés.
En 2017, l'école fête ses 75 ans, retourne dans les classements nationaux   et enregistre dès 2018 une augmentation de 50,7% de ses effectifs étudiants.
En décembre 2019, le Ministère de l'Enseignement Supérieur, de la Recherche et de l'Innovation accorde à l'ESC Amiens un diplôme visé pour son programme de master en management d'entreprise et renouvelle celui relatif à son programme de bachelor. 
En mai 2020, l'ESC Amiens réintègre le collège « écoles de commerce / management » de la Conférence Régionale des Grandes Écoles des Hauts de France dans lequel se trouvent l'EDHEC Business School, l'IÉSEG School of Management, SKEMA Business School et l'Institut d'administration des entreprises de Lille University School of Management. Yann Tournesac y occupe les fonctions de secrétaire du bureau et de VP Communication et partenariats.
En décembre 2020, l'ESC Amiens s’engage sur « l’Heure civique » et intègre le nouveau dispositif de l'association « Voisins solidaires » à son parcours Bachelor. Cet engagement solidaire trouvera un autre écho avec la signature d’un partenariat entre l’ESC Amiens et l’Adapaei 80 (Association départementale de parents et d’amis des personnes handicapées mentales de la Somme) . L’école s’engage également sur les Cordées de la Réussite et encorde une centaine de jeunes issus des collèges et lycées du territoire picard.

## Affaire judiciaire
Du 25 au 27 janvier 2012, quatre dirigeants de l'ESC Amiens sont jugés par le tribunal correctionnel d'Amiens pour harcèlement moral à l'encontre de sept salariés. Le procès, reporté deux fois, fait suite à une enquête de police déclenchée à l'initiative du parquet sur le suicide d'une ancienne membre du comité de direction, qui aurait mal vécu sa rétrogradation en 2004. 
Par ailleurs une autre salariée de l'école effectue deux tentatives de suicide dénonçant ses conditions de travail,. 
Sur les  quatre dirigeants poursuivis, seul l'ancien directeur général du groupe est condamné en 2012 à huit mois de prison avec sursis et 5 000 € d'amende.  
Le 11 septembre 2013 deux dirigeants sont condamnés en appel à du sursis avec alourdissement de la peine, et à de la relaxe pour les deux autres dirigeants. L'association Sup de Co est condamnée à une amende de 10 000 euros,,. L'ancien directeur forme un pourvoi en cassation.

## Campus
Le campus principal de l'ESC Amiens est situé dans l'ancien Palais de l'évêché, qui jouxte la Cathédrale (côté nord). Il dispose de 4000 mètres carrés. Les bâtiments et le parc sont inscrits au titre des Monuments historiques depuis 1965. Son campus secondaire se situe près du Quai de l'Innovation géré par la CCI Amiens Picardie et Amiens Métropole dans le cadre d'un Cluster numérique.

## Formations
L’École supérieure de commerce d'Amiens propose plusieurs formations en gestion : un bachelor en management, correspondant à trois ans d'études sur les fondamentaux de la gestion (diplôme visé du ministère de l'enseignement supérieur), un programme Bac +5 en management d'entreprise, consistant à des études de trois ans en management (diplôme visé), et un Master of Business Administration d'une durée d'un ou deux ans, avec trois spécialisations en deuxième année. 

### Bachelor Gestion et Marketing
L'Institut Supérieur des Affaires et du Management (ISAM) est créé en 1988. L'intitulé Bachelor ESC Amiens date du 1er septembre 2015.

#### Cursus
Cette formation en trois années post bac+2 commence par deux années en cursus initial qui abordent les bases en sciences de gestion et en culture générale et leurs applications au travers de cas pratiques.
La troisième année est proposée en formation initiale ou en alternance en contrat de professionnalisation ou en contrat d'apprentissage. Elle propose plusieurs spécialisations : marketing et développement commercial, webmarketing, ressources humaines, finance ou international.

### Programme Grande école
Le programme Grande école délivre un diplôme d’État. L'objectif de ce programme est de former des cadres généralistes avec une spécialisation parmi marketing, finance, international, ressources humaines et RSE ou webmarketing. Le cursus se déroule en trois ans à partir bac+2. Des admissions parallèles sont possibles après un bac+3 ou un bac+4. Le Programme Grande École de l'ESC Amiens obtient le VISA du Ministère de l'Enseignement Supérieur et de la Recherche en 2019.

#### Cursus
Cette formation en trois années post-bac +2 peut se faire en alternance ou en formation initiale. La première année les cours offrent une vision transversale de la gestion. Les deuxième et troisième années, la spécialisation prend forme de façon continue avec le choix d'une majeure.

### MBA
Le cursus se déroule en deux années à partir du bachelor. Des admissions parallèles sont possibles après un bac+4 directement en deuxième année de Master of Business Administration. Les spécialisations proposées sont l'ingénierie de projets, le webmarketing et la communication digitale, et International trade and logistics.